# Josip Rumac
Josip Rumac (Rijeka, 26 oktober 1994) is een Kroatisch wielrenner.

## Carrière
In 2012 werd Rumac, achter Matej Mohorič en Caleb Ewan, derde in de wegwedstrijd voor junioren op het wereldkampioenschap. Een jaar later werd hij onder meer negende in de tijdrit op de Middellandse Zeespelen.
In 2017 werd Rumac, na tweemaal tweede te zijn geworden, nationaal kampioen op de weg. Een jaar later werd hij tevens Kroatisch kampioen tijdrijden.

## Overwinningen
2011
 Kroatisch kampioen tijdrijden, Junioren
 Kroatisch kampioen op de weg, Junioren
2015
 Kroatisch kampioen op de weg, Beloften
2016
 Kroatisch kampioen op de weg, Beloften
2017
 Kroatisch kampioen op de weg, Elite
2018
 Kroatisch kampioen tijdrijden, Elite
2019
 Kroatisch kampioen tijdrijden, Elite
 Kroatisch kampioen op de weg, Elite
2020
 Kroatisch kampioen tijdrijden, Elite
 Kroatisch kampioen op de weg, Elite

## Resultaten in voornaamste wedstrijden
| Jaar | Ronde van Italië | Ronde van Frankrijk | Ronde van Spanje |
| ---- | ---------------- | ------------------- | ---------------- |
| 2018 |                  |                     |                  |
| 2019 |                  |                     |                  |
| 2020 | 99e              |                     |                  |
| 2021 |                  |                     |                  |

| Jaar | Milaan-San Remo | Ronde van Lombardije | Strade Bianche |  | WK op de weg |
| ---- | --------------- | -------------------- | -------------- |  | ------------ |
| 2018 |                 |                      |                |  | opgave       |
| 2019 |                 | 98e                  |                |  |              |
| 2020 | 142e            |                      | 26e            |  |              |
| 2021 | 60e             |                      | 78e            |  |              |

## Ploegen
2013 –  Etixx-iHNed (stagiair vanaf 1 augustus)
2014 –  Etixx
2015 –  Adria Mobil
2016 –  Synergy Baku Cycling Project
2017 –  Synergy Baku Cycling Project
2018 –  Meridiana Kamen Team (tot 6 augustus)
2018 –  Adria Mobil (vanaf 7 augustus)
2019 –  Androni Giocattoli-Sidermec
2020 –  Androni Giocattoli-Sidermec
2021 –  Androni Giocattoli-Sidermec
Alaphilippe · Bouvry · Hník · D. Hoelgaard · M. Hoelgaard · Konrad · Koudela · Sénéchal · Spokes · Vakoč · Verhelst · Wiśniowski · Rumac (stagiair)
Cuadros · Dolezel · Ghistelinck · Guérin · Hirt · Hník · D. Hoelgaard · M. Hoelgaard · Kerkhof · Rumac · Spokes · Wisniowski · Schultz (stagiair)
Božic · Fajt · Kump · Novak · Per · Rogina · Roglič · Rumac · Štimulak
Asanov · Averin · Cəbrayılov · İlyasov · Əlizadə · Əsədov · Kvasina · Qəhrəmanlı · Məmmədov · Mugerli · Pozdnijakov · Rumac · Soeroetkovytsj · Tamouridis
Asanov · Averin · Cəbrayılov · İlyasov · Əlizadə · Əsədov · Məmmədov · Mikayılzadə · Pozdnjakov · Qəhrəmanlı · Rumac
Asanov · Cəbrayılov · Əlizadə · Əsədov · Mikayılzadə · Polivoda · Pozdnjakov · Qəhrəmanlı · Rumac · Səfərli · Şirəliyev · Vəliyev
Baniček · Bećirević · Budimir · Franković · Jabuka · Kišerlovski · Maltar · Marenzi · Pugliese · Rabottini · Rigo · Rumac · Šotola · Vojsković
Belletti · Benfatto · Bisolti · Busato · Cardona · Cattaneo · Fedrigo · Flórez · Mar. Frapporti · Mat. Frapporti · Gavazzi · Masnada · Montaguti · Muñoz · Pelucchi · Rivera · Rumac · Spreafico · Vendrame · Viel · Bais (stagiair) · Ravanelli (stagiair) · Venchiarutti (stagiair)